# ویلیام سی
ویلیام سی (انگلیسی: William Sea؛ زادهٔ ۳ مارس ۱۹۹۲) بازیکن فوتبال اهل فرانسه است.
از باشگاه‌هایی که در آن بازی کرده‌است می‌توان به باشگاه فوتبال استاد برستوا ۲۹ اشاره کرد.